# Docetismo
Docetismo (do grego δοκέω [dokeō], "para parecer") é uma doutrina cristã do século II, considerada herética pela Igreja primitiva.
Antecedente do gnosticismo, acreditavam que o corpo de Jesus Cristo era uma ilusão, e que sua crucificação teria sido apenas aparente. Não existiam "docetas" enquanto seita ou religião específica, mas como uma corrente de pensamento que atravessou diversos estratos da Igreja. O docetismo acreditava que Jesus Cristo era um espectro, logo, este apesar de ter uma aparência humana, não possuía carne e nem sangue.
Serapião, bispo de Antioquia, visitou, por volta de 199 d.C, a comunidade cristã de Rosso, que usava um evangelho atribuído a Pedro. Inicialmente, ele permitiu seu uso, mas depois foi informado sobre dúvidas quanto à autenticidade do texto. Ao lê-lo, Serapião percebeu que ele poderia ser interpretado de forma a apoiar o docetismo. Assim, ele condenou o evangelho por suas passagens suscetíveis a interpretações heréticas.
Esta doutrina é refutada pela Igreja Católica com base no Evangelho de São João, onde no primeiro capítulo se afirma que "o Verbo se fez carne". Autores cristãos posteriores, como Inácio de Antioquia e Ireneu de Lião deram os contributos teológicos mais importantes para a erradicação deste pensamento, em especial o último que, na sua obra Adversus Haereses defendeu as ideias principais que contrariavam o docetismo, ou seja, a teologia do Cristocentrismo, a recapitulação em Cristo do Homem caído em pecado e a união entre a criação, o pecado e a redenção.
A origem do docetismo é geralmente atribuída a correntes gnósticas para quem o mundo material era mau e corrompido e que tentavam aliar, de forma racional, a Revelação disposta nas escrituras à filosofia grega. Esta doutrina viria a ser condenada como heresia no Concílio Ecumênico de Calcedônia.